# Ямагата, Рёта
Рёта Ямагата (яп. 山縣亮太, род. 10 июня 1992, Хиросима, Япония) — японский легкоатлет, специализирующийся в спринтерском беге. Серебряный призёр Олимпийских игр 2016 года, Азиатских игр 2014 года в эстафете 4×100 метров. Чемпион Японии.
На церемонии открытия летних Олимпийских игр в Токио в 2021 году приносил олимпийскую клятву от имени спортсменов (вместе с игроком в настольный теннис Касуми Исикавой).

## Биография
Пришёл в лёгкую атлетику в 10 лет, вслед за своим братом. В 2009 году на юношеском чемпионате мира занял 4-е место в беге на 100 метров и завоевал бронзу в шведской эстафете 100+200+300+400 метров.
Дебютировал за взрослую команду страны на Универсиаде 2011 года, где участвовал в полуфинале в беге на 200 метров. В 2012 году стал третьим на чемпионате страны на стометровке и заслужил поездку на Олимпийские игры. Благодаря личному рекорду 10,07, показанному в забеге, смог выйти в полуфинал. В эстафете сборная Японии заняла 4-е место.
Впервые в карьере выиграл титул чемпиона страны в 2013 году — на дистанции 100 метров (10,11). В продолжении сезона стал двукратным серебряным призёром Универсиады (100 м и эстафета), участвовал в чемпионате мира, а затем победил на Восточноазиатских играх в эстафете и занял второе место в беге на 100 метров.
На Азиатских играх 2014 года в корейском Инчхоне отметился серебром в эстафете и финалом на дистанции 100 метров.
После пропущенного из-за травмы спины сезона вернулся на дорожку и стал вторым на чемпионате Японии 2016 года. На Олимпийских играх вновь установил личный рекорд (10,05), на этот раз в полуфинале, но ему не хватило 0,04 секунды для выхода в решающий забег. В эстафете 4×100 метров в составе сборной бежал первый этап, чем помог сборной завоевать серебряные медали с новым рекордом Азии (37,60). Впереди была только сборная Ямайки во главе с восьмикратным олимпийским чемпионом Усэйном Болтом.
В 2015 году окончил Университет Кэйо по специальности «Менеджмент», после чего подписал спонсорское соглашение с компанией Seiko.

## Основные результаты
| Год  | Турнир                      | Место проведения         | Дисциплина        | Место       | Результат |
| ---- | --------------------------- | ------------------------ | ----------------- | ----------- | --------- |
| 2009 | Чемпионат мира среди юношей | Брессаноне, Италия       | 100 м             | 4-е         | 10,80     |
| 2009 | Чемпионат мира среди юношей | Брессаноне, Италия       | шведская эстафета | 3-е         | 1.52,82   |
| 2011 | Универсиада                 | Шэньчжэнь, Китай         | 200 м             | 13-е (1/2)  | 21,15     |
| 2011 | Универсиада                 | Шэньчжэнь, Китай         | эстафета 4×100 м  | —           | DQ        |
| 2012 | Олимпийские игры            | Лондон, Великобритания   | 100 м             | 13-е (1/2)  | 10,10     |
| 2012 | Олимпийские игры            | Лондон, Великобритания   | эстафета 4×100 м  | 4-е         | 38,35     |
| 2013 | Универсиада                 | Казань, Россия           | 100 м             | 2-е         | 10,21     |
| 2013 | Универсиада                 | Казань, Россия           | эстафета 4×100 м  | 2-е         | 39,12     |
| 2013 | Чемпионат мира              | Москва, Россия           | 100 м             | 22-е (заб.) | 10,21     |
| 2013 | Восточноазиатские игры      | Тяньцзинь, Китай         | 100 м             | 2-е         | 10,31     |
| 2013 | Восточноазиатские игры      | Тяньцзинь, Китай         | эстафета 4×100 м  | 1-е         | 38,44     |
| 2014 | Азиатские игры              | Инчхон, Южная Корея      | 100 м             | 6-е         | 10,26     |
| 2014 | Азиатские игры              | Инчхон, Южная Корея      | эстафета 4×100 м  | 2-е         | 38,49     |
| 2016 | Олимпийские игры            | Рио-де-Жанейро, Бразилия | 100 м             | 11-е (1/2)  | 10,05     |
| 2016 | Олимпийские игры            | Рио-де-Жанейро, Бразилия | эстафета 4×100 м  | 2-е         | 37,60     |